# 평화통일
평화통일(平和統一)은 분단국가의 통일담론 중 한 방법으로, 무력을 사용하지 않고 상호 합의 하에 편입하는 평화적 통일을 말한다. 

## 같이 보기
- 김일성
- 대한민국
- 6.25전쟁
- 독일
- 예멘
- 적화통일
- 무력통일